# Gals Panic
Gals Panic (ギャルズパニック Gyaruzu Panikku?) es una serie de videojuegos eroge, variantes del clásico videojuego de puzle Qix. El objetivo es descubrir la silueta del fondo con un marcador hasta que al menos el 80% de la silueta esté descubierta. Al capturar el fondo, solo se descubre el área cerrada sin el jefe de escenario, por lo que es posible capturar el 100% de la silueta sin capturar todo el fondo, limitando el movimiento del jefe a un área sin silueta.
Hay algunas diferencias clave con el videojuego original, y la serie en sí puede dividirse en dos líneas de productos claramente distintas: la serie más antigua y "clásica" de Gals Panic, y la serie "S" posterior, con importantes diferencias de jugabilidad y destinadas a diferentes mercados.

## Gals Panic
Cada ronda comienza con 3 minutos de tiempo restante, a menos que sea afectada por un objeto de la ruleta. Si un jugador continúa la ronda existente, se añade 1 minuto al tiempo restante. Durante cada ronda, pueden aparecer elementos aleatorios en el campo, que pueden ayudar u obstaculizar el progreso del jugador.
Una ronda comienza con el jugador en el borde del fondo. La captura de un área se puede hacer moviendo el cursor al borde del fondo o borde de un área ya capturada.
Hay varios bloques que aparecen en cada ronda, que pueden bloquear el movimiento del jugador pero no los enemigos, y también afecta a las estrategias de captura de siluetas. Los bloques desaparecen al capturar un área con bloques cerrados.
En la parte superior de cada ronda hay un medidor de 20 niveles, que comienza con 11. El indicador del medidor aumenta o disminuye dependiendo de cómo se capture el área de fondo. Usualmente disminuye al capturar un área con silueta, pero aumenta cuando se captura un área sin silueta. El medidor disminuye en 1 si el jugador no captura un área por un período prolongado. Si el contador alcanza 0, el jugador pierde una vida; si el contador alcanza 20 (pleno), la ronda se borra automáticamente; si el contador alcanza el amarillo (6 barras), el fondo y la silueta se sustituyen por una imagen alternativa, con diferente silueta. El tipo de fondo alternativo se elige al azar. Cuando se produce el cambio de fondo, se puede volver a cambiar al fondo de otra chica aumentando el nivel del medidor a 10. Sin embargo, si la relación de silueta alcanza el 80% con fondo alternativo, esa ronda de juego se reinicia después, sin pasar por la ronda de la ruleta.
Este juego incluye 6 etapas, con 3 rondas cada una. Entre cada ronda hay un minijuego de ruleta, donde el jugador obtiene un elemento aleatorio que puede ayudar o dificultar el juego de la próxima ronda. Si se borra una ronda con una silueta capturada al 100%, se muestra una secuencia de can-can dance con el título' 100% CLEAR'.

### Etapa de desafío
Después de completar una etapa con 1 crédito, a veces aparece la opción Etapa de Desafío después de completar al menos 2 etapas. En una etapa de desafío, el jugador puede ganar vidas extras completando la etapa con solo 1 vida, compitiendo contra el jefe morado, con un límite de tiempo reducido. La cantidad real de vidas ganadas depende del rendimiento del jugador. La chica elegida aparece en el disfraz alternativo de la primera ronda.
Después de jugar una Etapa de Desafío, solo las etapas no terminadas son seleccionables. 

### Versión EXPRO-02
Para las versiones diseñadas para el tablero EXPRO-02, se utilizan efectos de escalado y transformación de trama extra a lo largo del juego. Además, el cursor del jugador puede acercarse a los bloques hasta el punto de tocarlos. El jefe de Tetraedro tiene un rango de rayos más largo. 
La versión japonesa basada en EXPRO-02 es publicada por Taito. Incluye voces y textos japoneses en lugar de inglés. Sin embargo, las fotos de las chicas reales que aparecen después de la tercera ronda se eliminan.

## Gals Panic II
Las nuevas características incluyen joystick de 8 direcciones, audio estéreo y la opción Card Dispenser. 
Una etapa comienza con el jugador en el borde de un rectángulo elegido aleatoriamente. La captura de un área ya no se puede hacer moviendo el cursor al borde de la imagen de fondo. 
El calibrador ahora se cambia a un calibrador basado en el tiempo, llamado calibrador de tiempo. El indicador de tiempo está lleno al principio de una ronda o cuando el jugador continúa. Cuando el medidor alcanza por debajo de un punto determinado (como indica la flecha púrpura), la imagen de fondo cambia, con el medidor de tiempo drenándose a una velocidad más lenta, hasta que la imagen vuelve a la normalidad.

### Miniuegos de bonificación
- Breakout: Disponible después de completar cada 3 asaltos, este minijuego es un juego básico para romper ladrillos, pero la pelota solo rebota en el suelo si el jugador no logra atraparlo. El jugador tiene tiempo limitado para despejar el campo de todos los obstáculos. Golpear a un pájaro hace que todos los bloques sean despejados. Borrar todos los bloques gana 1 vida útil.
- Modo Quiz: Durante el modo Quiz, aparece una niña de prueba aleatoria y con cada chica se especializa en diferentes temas. El jugador tiene 2 segundos para responder a la pregunta con una elección de 2 respuestas. Las respuestas correctas dan aleatoriamente aumento de velocidad, disminución de velocidad de los enemigos, o enemigos congelado, mientras que las respuestas incorrectas aumentan la velocidad del indicador de tiempo, lo que ocasiona temporalmente que el indicador de tiempo drene más rápido. El modo Quiz ocurre después de capturar el elemento del signo de interrogación. En cada ronda solo aparecen 3 pruebas.

## Gals Panic 3
Este es el primer videojuego de Gals Panic que soporta el conector JAMMA. La configuración de arcade del interruptor DIP fue reemplazada en gran parte por un software más flexible, basado en RAM integrado al menú de servicio.
La característica de cambio de fondo de los videojuegos anteriores es reemplazada por las nuevas etapas de desplazamiento, donde el jugador se queda atascado en una porción de cualquier etapa dada hasta que un jugador captura un cierto porcentaje de la silueta. La flecha en el calibrador indica la cantidad mínima de silueta necesaria para desplazarse. 
La selección de las etapas se cambia para que cada chica solo dure 1 ronda. Sin embargo, ahora hay 16 chicas elegidas al azar por juego. El minijuego está disponible después de completar las etapas 2,5,8,11,14. 
Cuando se descubre una silueta entera, se muestran 3 imágenes de modelos elegidas al azar. Sin embargo, en ciertas etapas, el jugador obtiene vistas filtradas de la chica en la etapa actual. 
Si una etapa no se completa dentro del tiempo límite dado, el jugador pierde una vida y la etapa comienza de nuevo. 

## Gals Panic 4
Este es el primer videojuego de la serie para la plataforma Kaneko Super NOVA System, que cuenta con almacenamiento de datos no volátiles, que también registra la información de contabilidad. 
El cambio más notable es el uso exclusivo de dibujos de las niñas en lugar de fotos. 
Similar a Gals Panic 3, usa el fondo de desplazamiento, pero ahora el desplazamiento se puede hacer al principio de una etapa. 
Cada vez que un jugador captura una gran pieza de silueta a la vez (alrededor del 5%), el jugador gana una bomba. El porcentaje de ganancia puede incrementarse capturando regiones pequeñas rápidamente antes de que el valor del porcentaje desaparezca. Cuanto más grande es el área, más bombas se obtienen. 
Cuando se usa una bomba, el jugador dispara misiles hacia el jefe de escenario. El poder de ataque de pánico se incrementa al usar repetidamente la reserva de bombas antes de que el ataque de pánico se complete. El poder del ataque de pánico puede alcanzar el nivel 5. Al menos el nivel 3 es necesario para frenar a los enemigos. 
El jugador tiene 2 bombas al principio de cada ronda, con 2 bombas más cada vez que el jugador continúa. 
A diferencia de los videojuegos anteriores, los jugadores compiten entre sí en tableros separados, cada uno con sus propios enemigos - jugador 1 a la izquierda y jugador 2 a la derecha. Los fondos son los que se utilizan en el primer segmento de la secuencia SHOW TIME para la chica elegida. 

### Escenario
En el modo de 1 jugador, el jugador empieza con la elección de una chica. 
Hay 3 rondas para cada chica elegida (orden dentro de las rondas son al azar). Cada ronda permite desplazarse al principio. 
Al principio de cada ronda, el jugador recibe 4 compases de tiempo. El tiempo se repone dentro de una ronda continuando, lo que continúa el juego con 3 compases, o el tiempo restante si continua ocurriendo con más de 3 compases de tiempo. 
Después de completar 3 rondas con una chica, las chicas siguientes son escogidas por computadora. 
Si una etapa se completa con una silueta capturada al 100%, se reproduce una secuencia SHOW TIME, que muestra 2 imágenes de desplazamiento vertical aleatorio de la chica en el lado izquierdo y derecho de la pantalla con vista de acercamiento a los ojos, seguido por la chica en traje de baño.

## Gals Panic SS
Es el primer juego de la serie desarrollado para consolas. Utiliza la jugabilidad de Gals Panic 4 en las rondas de juego. 
Hay 5 rondas en cada etapa. Sin embargo, en lugar de pasar a la siguiente chica, el juego termina después de completar la quinta ronda. Los fondos de la etapa terminada se pueden ver en galería. 
Hay 12 modelos en este juego (2 secretos), con algunas traídas de Gals Panic 4. Saki y Leaf se desbloquean sucesivamente completando el juego para un jugador con todas las demás chicas desbloqueadas en la galería. 
Similar a Gals Panic 4, no hay personajes en topless. 

## Gals Panic S Edición Extra
La calidad gráfica es generalmente aumentada sobre GP4 a través de un uso más extenso de gráficos suavizados y secuencias animadas. 
Las voces específicas del personaje también se utilizan cuando los jefes están a punto de atacar. 
El sistema de desplazamiento desde GP3 regresa, pero el umbral necesario para activar el desplazamiento no es visible. 
Los jefes ahora pueden recuperar el fondo capturado, especialmente después de que sea alcanzado por una explosión de bomba, o un ataque de pánico. Si el jefe está fuera de la pantalla durante largos períodos de tiempo, el nivel de ataque del jefe aumenta, lo que aumenta la posibilidad de que el jefe recupere el fondo capturado. 
Después de capturar un punto predefinido para un modelo dado, las monedas E, X, T, R, A aparecen en la pantalla. Si se capturan antes de capturar al menos 80% de silueta, el fondo y la silueta asociada se cambian para revelar el mismo modelo en una pose diferente, normalmente más reveladora. 
El sistema de ataque de pánico se simplifica de tal manera que se activa automáticamente cuando se captura una gran cantidad de silueta a la vez. El jugador 1 siempre dispara agujas multidireccionales, mientras que el jugador 2 siempre dispara láser de búsqueda. Un ataque de nivel más alto causa que el jugador dispare más tiros a la vez. 
El modo de un jugador puede durar 12 etapas. Durante la selección de etapa, un modelo normal aleatorio se cambia a Fresas #1 y #5 en el intervalo de tiempo regular. Después de completar cada 3 etapas, un juego de bonificación está disponible, lo que permite al jugador ganar vida extra si el jugador completa con éxito el desafío. Si una etapa está incompleta antes de que se agote el tiempo, la etapa se reinicia. El tiempo puede ser repuesto continuando, o muriendo cuando el tiempo restante es lo suficientemente bajo como para emitir una advertencia. 
Similar a GP3, solo hay 1 ronda para cada modelo elegido. Hay 13 modelos en este juego, pero solo 12 son jugables dentro de 1 juego. 
El sistema de Show Time de GP4 se amplió a 2 etapas. Show Time puede ser alcanzado completando la etapa con una silueta del 90-99%, que muestra la versión topless del modelo en bragas. Show Time Deluxe ocurre cuando se captura el 100% de silueta, que muestra la versión animada del modelo topless en bragas (pero generalmente diferentes de las que se ven en Show Time y durante el juego). 
Si el fondo es Fresas #1 y #5, Show Time Deluxe siempre se reproduce. 

### Modo VS para 2 jugadores
Es lo mismo que el modo para 2 jugadores de GP4 (con modificaciones al ataque de pánico y objetos), pero los fondos y siluetas se basan en los de los juegos para un solo jugador, con diferentes configuraciones de panorámicas. En cada ronda, los fondos se eligen al azar para ambos lados. El porcentaje en el modo VS se calcula a partir del fondo total capturado en lugar de la silueta capturada. A diferencia del modo para un jugador, no hay tiempo de presentación.

## Gals Panic S2
El sistema de ataque de pánico cambia de nuevo de tal manera que se activa cada vez que se captura un elemento de Powerup. La fuerza del ataque depende de cuántos objetos de Powerup se capturan a la vez. 
El sistema de CAMBIO EXTRA fue ligeramente alterado. Después de recoger las monedas E, X, T, R, A, C, H, A, N, G, E, las monedas salen del lugar donde se capturó la última moneda del juego EXTRA. Los cambios de fondo solo después de que se recoja el segundo juego de monedas antes de capturar al menos el 80% de la silueta. 
En el modo de un jugador, el juego tiene inicialmente 8 etapas, pero se añade una etapa extra por cada captura de silueta 100%. El número de etapas puede ampliarse hasta un máximo de 12. 
Durante la selección de etapa, 2 modelos normales intercambian posiciones al azar, hasta que solo queda una etapa. Después de desbloquear 2 etapas, un modelo normal aleatorio se cambia a Nanako, luego intercambia aleatoriamente la posición con otra etapa no disputada en el intervalo de tiempo regular hasta que se completa Nanako. Si solo queda una etapa y Nanako no es desafiada, Nanako cambia con la otra chica en el intervalo de tiempo regular. 
Los juegos de bonificación ocurren después de cada 3 etapas, pero son diferentes de Gals Panic S. 
Si una etapa está incompleta antes de que se agote el tiempo, la etapa se reinicia. El tiempo puede ser repuesto continuando (que restaura el temporizador a 120) o muriendo cuando el tiempo restante es inferior a 40 segundos (que añade 30 segundos al temporizador). 
Al igual que en S, hay 13 modelos en este juego, pero solo a lo sumo 12 son jugables dentro de 1 juego. Sin embargo, los modelos masculinos ya no existen en este juego. Sin embargo, el modelo gemelo fue introducido como Rui & Ruri Futaba. 
Show time deluxe ahora se llama DX Showtime.

#### Versión en inglés
Se lanzó una versión en inglés para el mercado asiático. Vino con cambios:
- La función de teléfono se eliminó del juego. Como resultado, la introducción ya no incluye referencias al número de teléfono de la línea directa. Sin embargo, el sonido del teléfono todavía se puede escuchar en la prueba de sonido del modo de servicio.
- Solo 3 juegos de voces inglesas se utilizan dentro del juego de un solo jugador. En cada conjunto de voz, las voces de ataque se reducen a 1. Además, solo hay 3 citas de texto perdidas diferentes de los modelos. Sin embargo, esto no afecta a las voces en Showtime y los discursos de introducción, que todavía son únicos para cada etapa. Muestras de voz en inglés y japonés se pueden escuchar en modo de servicio, tanto en japonés como en inglés.
- En la pantalla biográfica del personaje, el diseñador, la actriz de voz, los campos de profesión son reemplazados por la edad, el peso, y los campos de tamaño corporal.
- En el escenario de Rumiko Takeda, el discurso de introducción fue acortado para que solo se hable una parte del discurso. Sin embargo, en el modo de servicio, se puede escuchar la voz inglesa completa, que se almacena en 2 muestras separadas.

También incluye cambios en el modo de juego para 2 jugadores, VS. 

### Modo VS para 2 jugadores
El modo VS es diferente al que se encuentra en Gals Panic 4 y Gals Panic S. Ambos jugadores residen en el mismo tablero en lugar de tener el suyo propio. 
En el modo VS, solo hay 1 ronda. La ronda comienza con un fondo de chicas aleatorias con ambos jugadores en diferentes áreas de fondos capturados pero de igual tamaño. Una barra de color en la parte superior indica la cantidad de fondo que cada jugador ha capturado. La vinculación de fondo desarticulado causa que ambas áreas sean propiedad del jugador. Cuando un jugador captura un pedazo grande de fondo no capturado a la vez de tal manera que aparece esa letra, el jugador dispara un láser de búsqueda al otro jugador, haciendo que el otro jugador pierda una vida.
El juego termina si por lo menos un bando pierde todas las vidas, o si la etapa se completa con al menos 80% del área capturada. Si un bando pierde todas las vidas, el otro bando con las vidas restantes gana. Si la etapa se completa con al menos 80% de área capturada, el lado con más área capturada gana. 

### Marketing
En la versión japonesa del juego, se introduce el sistema Super Kaneko Dial, que incluye un código específico del modelo que se obtiene capturando el teléfono en una etapa. Después de completar la etapa, el personaje del juego le dice al jugador que marque un número de teléfono específico y utilice el código que aparece en la pantalla. Además, al completar todas las etapas o todas las etapas con silueta 100% capturada, se muestran diferentes códigos. El servicio telefónico permite al marcador obtener información privada sobre los personajes y escuchar sus conversaciones. Super Kaneko Dial está actualmente fuera de servicio. 

## Gals Panic S3
Este es el último videojuego de la serie.
La función de puntuación eliminada desde Gals Panic 2 regresa en este episodio. Cuando continúa, la puntuación existente se mantiene, pero añade 1 punto por cada intento continuado. La puntuación aparece después de borrar una etapa. 
Si el jugador puede completar la partida con solo 1 crédito, el jugador puede introducir el nombre. La tabla de puntaje máximo consta de 3 registros, con cada registro que contiene puntaje, nombre (3 caracteres), tiempo total de finalización. 
Además del ataque de activación de elementos, el ataque de pánico se produce cuando se captura más del 10% de la silueta. 
En el modo de un jugador, el juego tiene 10 etapas. Después de completar 6 etapas, todos los modelos están disponibles de nuevo. Sin embargo, las siluetas en las etapas 7-10 pueden ser diferentes de las primeras, dependiendo del modelo. Los juegos de bonificación ocurren después de cada 3 etapas, y los juegos son los mismos que los de Gals Panic S2. 
Hay 8 modelos en este juego, pero no hay caracteres ocultos. 
- Nana (voz de Kumiko Nishihara)
- Ayumi (voz de Minako Sango)
- Nagomi (voz de Kimiko Koyama)
- Musashi (voz: Miyabi Shion)
- Yomi (voz: Miyabi Shion)
- Chen (voz: Yuri Takamura)
- Hiyoko (voz de Kumiko Nishihara)
- Haru (voz de Minako Sango)

En Show Time, se muestra una foto del modelo con ropa interior normal, pero con ropa interior expuesta. En DX Show Time, se muestra una imagen con la versión topless del modelo en bragas. Si Show Time se alcanza en la etapa 7 o más tarde, se muestra una imagen del modelo con ropa interior expuesta. 